# بوآهای نوک‌پخ
بوآهای نوک‌پخ (نام علمی: Candoia)، یک سرده بوآهای غیر سمی است که بیشتر در گینه نو، ملانزیا و جزایر مالوکو در اندونزی یافت می‌شود. پنج گونه معتبر شناخته شده‌اند. نام‌های رایج عبارتند از بوآهای پخ‌بینی و بوآهای پولک‌تیغه‌ای.
گونه‌های سرده Candoia از ساموآ و توکلائو در غرب از طریق ملانزیا تا گینه نو و جزایر مالوکو در اندونزی یافت می‌شوند.
همه گونه‌های Candoia عمدتاً شبگرد هستند. رژیم غذایی پایه برای گونه‌های Candoia شامل قورباغه و مارمولک است.

## گونه‌ها
| گونه            | نویسنده آرایه                | زیرگونه* | نام رایج                | محدوده جغرافیایی |
| --------------- | ---------------------------- | -------- | ----------------------- | --- |
| C. aspera       | (گونتر، ۱۸۷۷)                | 0        | بوآی زمینی گینه نو      | گینه نو (ایران جایا و پاپوآ گینه نو زیر ۱۳۰۰ متر)، شامل جزایر مجاور Waigeu, Batanta , Misool و Salawati، جزایر Biak و Japen در خلیج Geelvink , Seleo, Valise، Karkar، Umboi، Manus , Los Negros، لو، بالوان، جزایر رامباتیو در گروه مأنوس (جزایر دریاسالاری)، بریتانیای جدید، دوک یورک، ایرلند جدید و هانوفر جدید در مجمع الجزایر بیسمارک. |
| C. bibroni      | (AMC Duméril & Bibron، ۱۸۴۴) | 1        | بوآی فیجی               | ملانزی و پلی‌نزی، از جمله جزایر سلیمان شرقی (اولو مالائو، ریف، رنل، سان کریتوبال، سانتا آنا، سانتا کروز، بیو، بلونا، سه خواهر، اوگی و وانیکورو)، جزایر بنکس (جزیره لاوا وانوا)، هبریدهای جدید. هر سه جزایر وفاداری، جزایر فیجی (روتوما، گروه یاساوا و گروه لاو)، ساموآی غربی (جزایر ساوی و اوپولو) و ساموآی آمریکایی (جزیره تائو). |
| C. carinata     | (اشنایدر، ۱۸۰۱)              | 1        | بوآی درخت اندونزیایی    | اندونزی، از جمله شبه جزیره شمالی سولاوسی، جزایر سانگیه و تلاود، جزایر شمالی مالوکو (سرام، آمبون، هاروکو، ساپاروا، باندا، گورام و تانیبار)، میسول، باتانتا، سالاواتی، آناگوار (سایپان) و گروه پالائو (در حداقل در جزیره کورور). گینه نو: جزایر خلیج Geelvink و آنهایی که در امتداد ساحل شمالی قرار دارند، از جمله جزایر Liki, Djamna, Karkar و Umboi. مأنوس و جزایر مجاور. مجمع الجزایر بیسمارک، شامل جزایر موسائو و تنچ. جزایر استان خلیج میلن، حداقل در سامارای، کیریوینا، کیتاوا، گودناف، فرگوسن، دوبو، نورمانبی، اسلید، میسیما، وودلارک، سودست و راسل. جزایر بوکا، بوگنویل و جزایر نزدیک. جزایر سلیمان، از جمله سانتا کروز، رنل و بلونا. |
| C. paulsoni     | (استال، ۱۹۵۶)                | 5        | بوآی زمینی جزیره سلیمان | اندونزی: Halmahera، جزایر تالود. گینه نو مجمع الجزایر بیسمارک. جزایر سلیمان |
| C. superciliosa | (گونتر، ۱۸۶۳)                | 0        | بوآی دماغه اریب پالائو  | پالائو |